# Xã Sanders, Quận Pennington, Minnesota
Xã Sanders (tiếng Anh: Sanders Township) là một xã thuộc quận Pennington, tiểu bang Minnesota, Hoa Kỳ. Năm 2010, dân số của xã này là 298 người.